# Nokia Ghosthunters 2015
Questa voce raccoglie le informazioni riguardanti i Nokia Ghosthunters nelle competizioni ufficiali della stagione 2015.

## III-divisioona 2015

### Stagione regolare
| Kotka 16 maggio 2015, ore 13:00 Anticipo 4ª giornata | Kotka Eagles | 7 – 21 | Nokia Ghosthunters | Karhulan keskuskenttä |

| Nokia 23 maggio 2015, ore 17:00 1ª giornata | Nokia Ghosthunters | 41 – 8 | Sipoo Bulldogs | Menkalan keinonurmi |

| Helsinki 6 giugno 2015, ore 18:00 2ª giornata | Helsinki Wolverines II | 0 – 35 | Nokia Ghosthunters | Brahen kenttä |

| Nokia 13 giugno 2015, ore 16:00 3ª giornata | Nokia Ghosthunters | 14 – 17 | Pori Bears | Menkalan keinonurmi |

| Nokia 11 luglio 2015, ore 16:00 6ª giornata | Nokia Ghosthunters | 40 – 10 | Lahti Panthers | Menkalan keinonurmi |

| Lohja 19 luglio 2015, ore 12:00 7ª giornata | Lohja Lions | 14 – 7 | Nokia Ghosthunters | Harjun urheilukeskus |

| Rovaniemi 1º agosto 2015, ore 14:00 8ª giornata | Rovaniemi Nordmen | 17 – 20 | Nokia Ghosthunters | Susivouti |

| Nokia 9 agosto 2015, ore 15:00 9ª giornata | Nokia Ghosthunters | 57 – 0 | Vaasa Vikings | Menkalan keinonurmi |

### Playoff
| Nokia 22 agosto 2015, ore 17:30 Semifinale | Nokia Ghosthunters | 12 – 7 | Kotka Eagles | Menkalan keinonurmi |

| Pori 29 agosto 2015, ore 16:00 Tinamalja | Pori Bears | 26 – 12 | Nokia Ghosthunters | Urheilukeskus keinonurmi |

## Statistiche di squadra
| Competizione      | %Vittorie | In casa | In casa | In casa | In casa | In casa | In casa | In trasferta | In trasferta | In trasferta | In trasferta | In trasferta | In trasferta | Totale | Totale | Totale | Totale | Totale | Totale |
| Competizione      | %Vittorie | G       | V       | N       | P       | Pf      | Ps      | G            | V            | N            | P            | Pf           | Ps           | G      | V      | N      | P      | Pf     | Ps     |
| ----------------- | --------- | ------- | ------- | ------- | ------- | ------- | ------- | ------------ | ------------ | ------------ | ------------ | ------------ | ------------ | ------ | ------ | ------ | ------ | ------ | ------ |
| Stagione regolare | .750      | 4       | 3       | 0       | 1       | 152     | 35      | 4            | 3            | 0            | 1            | 83           | 38           | 8      | 6      | 0      | 2      | 235    | 73     |
| Playoff           | .500      | 1       | 1       | 0       | 0       | 32      | 6       | 1            | 0            | 0            | 1            | 12           | 26           | 2      | 1      | 0      | 1      | 44     | 32     |
| Totale            | .700      | 5       | 4       | 0       | 1       | 184     | 41      | 5            | 3            | 0            | 2            | 95           | 64           | 10     | 7      | 0      | 3      | 279    | 105    |